# Vulpia geniculata
Vulpia geniculata – вид рослин родини Тонконогові (Poaceae).

## Опис
Стебла до 75 см, прямовисні чи висхідні, рифлені, гладкі. Листові пластини до 10 см в довжину і 0,5–4 мм шириною, плоскі, заплутані в висиханні. Волоть 4–21 см. Колоски 6–11 мм, з 2–4(6) двостатевими квітками. Цвіте і плодоносить навесні.

## Поширення
Північна Африка: Алжир; Марокко; Туніс. Південна Європа: Італія [вкл. Сардинія, Сицилія]; Франція [вкл. Корсика]; Португалія [вкл. Мадейра]; Гібралтар; Іспанія [вкл. Балеарські острови, Канарські острови [Гран-Канарія]]. Росте в луках.